# Wielka Brama
Wielka Brama – powieść dla młodzieży Kornela Makuszyńskiego. Głównym bohaterem jest Piotr Korecki.

## Bohaterowie
- Piotr Korecki
- kpt. Baren (Ciemięrzycki)
- Katarzyna („Fregata")
- Wójcik („Koń Morski")
- Aniela Modlewicz
- p. Modlewicz
- p. Modlewicz
- p. Korecka (mama Piotra)
- kpt. „Jagiełły"
- kpt. „Toruniu"
- mleczarka
- Józef Robak
- Szczerbaty
- Wayden
- Li-Fu
- Perliks
- Wielki Piotr
- Literat
- kucharz